# ステイング・ア・ライフ
『ステイング・ア・ライフ』（Staying a Life）は、ドイツのヘヴィメタル・バンド、アクセプトが1985年に録音・1990年に発表したライブ・アルバム。バンドが一度目の解散をしてから間もなくリリースされた。

## 背景
初回盤のクレジットには、1985年に大阪で録音された旨が記載されているが、厳密には1985年9月18日のフェスティバルホール公演の模様が収録された。ただし、Neon Nights とBurningはロンドンハマースミスオデオンの録音だと後にシュテファン・カウフマンが証言している。ヨーロッパや日本では、19曲入りの2枚組CDとして発売されたが、アメリカ盤CDは1枚にまとめられ、「ネオン・ナイツ」、「バーニング」、「ヘッド・オーヴァー・ヒールズ」、「アウトロ（バウンド・トゥ・フェイル）」を除く15曲入りとなった。なお、アルバム『ボールズ・トゥ・ザ・ウォール』（1983年）の2013年エクスパンデッド・エディション盤には、アメリカ盤『ステイング・ア・ライフ』がボーナス・ディスクとして付属している。また、1990年に発売された同名の映像作品は、CDとは内容が異なり、「I'm a Rebel」、「Midnight Mover」、「Balls to the Wall」のミュージック・ビデオが挿入されている。

## 反響・評価
Greg Pratoはオールミュージックにおいて5点満点中3.5点を付け「彼らはアメリカのアリーナでヘッドライナーを務めるほどの地位は得られなかったが、『ステイング・ア・ライフ』は、彼らが特にステージにおいては、当時チャートを席巻していたメタル・バンドと同等の実力を備えていたことを証明している」と評している。ウド・ダークシュナイダーによれば、本作のリリースを機に、バンドの再結成を望むファンレターが大量に送られてきたことが、1992年の再結成につながったという。

## 収録曲

### ディスク1
1. メタル・ハート "Metal Heart" – 5:25
2. ブレイカー "Breaker" – 3:40
3. スクリーミング・フォー・ア・ラヴバイト "Screaming for a Love-Bite" – 4:21
4. アップ・トゥ・ザ・リミット "Up to the Limit" – 4:45
5. リヴィング・フォー・トゥナイト "Living for Tonight" – 3:35
6. プリンセス・オブ・ザ・ドーン "Princess of the Dawn" – 7:49
7. ネオン・ナイツ "Neon Nights" – 8:16
8. バーニング "Burning" – 7:28

### ディスク2
1. ヘッド・オーヴァー・ヒールズ "Head Over Heels" – 5:48
2. ギター・ソロ・ウルフ "Guitar Solo Wolf" – 4:26
3. レストレス・アンド・ワイルド "Restless and Wild" – 2:33
4. サン・オブ・ア・ビッチ "Son of a Bitch" – 2:34
5. ロンドン・レザーボーイズ "London Leatherboys" – 3:54
6. ラヴ・チャイルド "Love Child" – 5:01
7. フラッシュ・ロッキン・マン "Flash Rockin' Man" – 6:31
8. ドッグス・オン・リーズ "Dogs on Leads" – 5:52
9. ファスト・アズ・ア・シャーク "Fast as a Shark" – 5:26
10. ボールズ・トゥ・ザ・ウォール "Balls to the Wall" – 10:31
11. アウトロ（バウンド・トゥ・フェイル） "Outro (Bound to Fail)" – 1:09

### アメリカ盤CD
1. "Metal Heart" – 5:25
2. "Breaker" – 3:40
3. "Screaming for a Love-Bite" – 4:21
4. "Up to the Limit" – 4:45
5. "Living for Tonight" – 3:35
6. "Princess of the Dawn" – 7:47
7. "Guitar Solo Wolf" – 4:30
8. "Restless and Wild" – 2:32
9. "Son of a Bitch" – 2:34
10. "London Leatherboys" – 3:54
11. "Love Child" – 5:00
12. "Flash Rockin' Man" – 6:31
13. "Dogs on Leads" – 5:52
14. "Fast as a Shark" – 5:26
15. "Balls to the Wall" – 10:28

### VHS
1. メタル・ハート "Metal Heart"
2. ブレイカー "Breaker"
3. アイム・ア・レベル "I'm a Rebel" (Videoclip)
4. スクリーミング・フォー・ア・ラヴバイト "Screaming for a Love-Bite"
5. アップ・トゥ・ザ・リミット "Up to the Limit"
6. リヴィング・フォー・トゥナイト "Living for Tonight"
7. プリンセス・オブ・ザ・ドーン "Princess of the Dawn"
8. ミッドナイト・ムーヴァー "Midnight Mover" (Videoclip)
9. レストレス・アンド・ワイルド "Restless and Wild"
10. サン・オブ・ア・ビッチ "Son of a Bitch"
11. ボールズ・トゥ・ザ・ウォール "Balls to the Wall" (Videoclip)
12. ロンドン・レザーボーイズ "London Leatherboys"
13. ファスト・アズ・ア・シャーク "Fast as a Shark"
14. ボールズ・トゥ・ザ・ウォール "Balls to the Wall"
15. アウトロ（バウンド・トゥ・フェイル） "Outro (Bound to Fail)"

## 参加ミュージシャン
- ウド・ダークシュナイダー - ボーカル
- ウルフ・ホフマン - ギター、バッキング・ボーカル
- ヨルグ・フィッシャー - ギター、バッキング・ボーカル
- ピーター・バルテス - ベース、バッキング・ボーカル
- ステファン・カウフマン - ドラムス、バッキング・ボーカル